# سرخس دوپایه (گیاه)
سرخس دوپایه(نام علمی: Pteris cretica) نام یک گونه از تیره پرسرخسیان است.